# Transadelica
Transadelica és un grup de música creat a Barcelona per Amparo Sánchez (ex Amparanoia) i Yacine Belahcene (ex Cheb Balowski). Es tracta d'un projecte de música global on sonen Darbukkes, congues, son, bolero, chaabi algerià, rai, rock i rumba, creant un estil a mig camí entre Cuba i Algèria. En el grup també participen altres instrumentistes com Papaioannou (Oriental Groove), Jordi Mestres, Oscar Ferret, Albert Maynou i Allan Perez (Ocantomi).

## Discografia
- Transadelica (2011)